# Njeguši
Njeguši (cyr. Његуши) – wieś w Czarnogórze, w gminie Cetynia. W 2011 roku liczyła 39 mieszkańców.